# Pfarrkirche Großnondorf

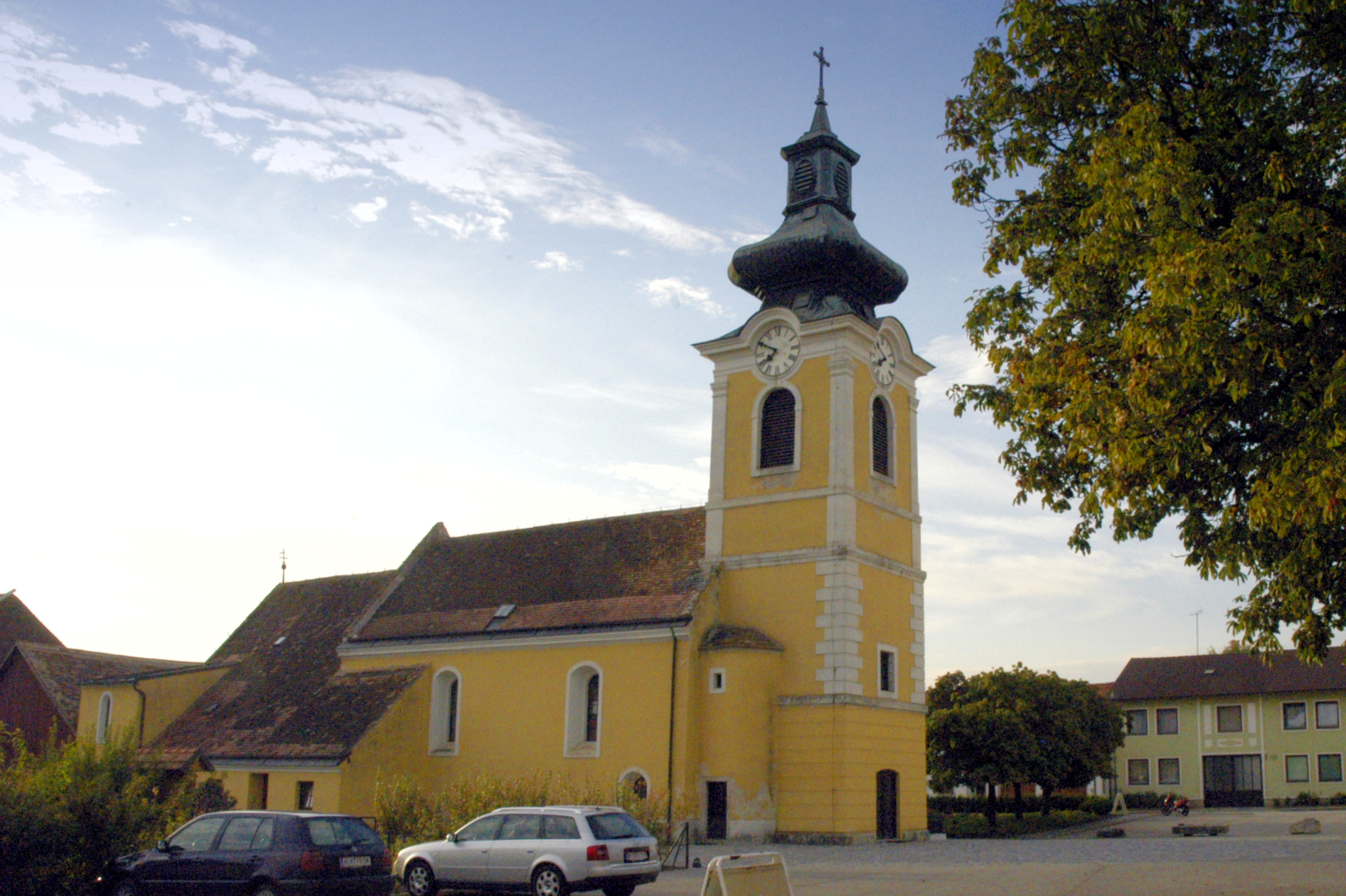
Katholische Pfarrkirche hl. Pankratius in Großnondorf

Die Pfarrkirche Großnondorf steht auf dem Anger mittig im Dorf Großnondorf in der Marktgemeinde Guntersdorf im Bezirk Hollabrunn in Niederösterreich. Die dem Heiligen Pankratius geweihte römisch-katholische Pfarrkirche gehört zum Dekanat Hollabrunn in der Erzdiözese Wien. Die Kirche steht unter Denkmalschutz (Listeneintrag).

## Geschichte
Urkundlich wurde 1141 das Dorf als Filiale der Pfarrkirche Sitzendorf an der Schmida genannt und wurde wohl 1315 Vikariat. In der Reformationszeit wurde die Dotation entzogen und Großnondorf wurde 1544 wiederum eine Filiale von Sitzendorf. Um 1600 wurde eine herrschaftliche Patronatspfarre gebildet, welche 1698 mit der Pfarre der Pfarrkirche Schöngrabern vereinigt wurde. 1744 wurden sie wieder getrennt.
Das heutige Langhaus und der Turm sind im Kern aus dem 14. Jahrhundert. Es gibt spätbarocke Veränderungen mit hohen Rundbogenfenstern und einem nördlichen Anbau einer Kapelle. 1904 entstanden neugotische Zubauten.

## Architektur
Dem im Kern mittelalterlichen Langhaus ist ein Westturm vorgestellt. Die südliche Wandhauswand zeigt Spitzbogenfenster und den Rest einer Nische mit Dreipassblendmaßwerk und vor einem Rundbogenportal einen spitzbogigen Torvorbau mit Engeln als Relief im Giebel. Der dreigeschoßige Turm im Kern aus dem 14. Jahrhundert hat einen Aufsatz und Turmhelm aus dem 18. Jahrhundert mit einer barocken Fassadengestaltung.
An das flachgedeckte Langhaus schließt das eingezogene Chorquadrat mit einem Kreuzgratgewölbe an. Im Langhaus gibt es schlichte Stuckspiegel aus der Mitte des 18. Jahrhunderts mit dem Zeichen IHS im zentralen ovalen Medaillon. In den Langpässen gibt es Fresken mit der Darstellung der Vier Evangelisten wohl aus den 1930er Jahren.
Der Triumphbogen ist rundbogig. Der breitere Chor mit einem kurzen Chorjoch und einem Dreiachtelschluss ist neugotisch aus 1904.

## Ausstattung
Der neoromanische Hochaltar um 1900 mit einem rundbogigen dreieckübergiebelten Säulenretabel zeigt das Altarblatt Märtyrer in einer Löwenarena und trägt in den seitlichen Nischen die Figuren von Johannes Nepomuk und Franz von Assisi.
Die Orgel mit 7 Registern schufen Max Zachistal und Franz Capek (1887). Es gibt eine Tuba von Josef Cidrich aus dem dritten Viertel des 19. Jahrhunderts.